# Monestir de Dadivank
El Monestir de Dadivank (en armeni: Խութավանք, 'Monestir de Dadí'), també anomenat Jutavank (en àzeri: Xudavəng, en armeni: Դադիվանքi, 'Monestir del pujol'), és un monestir de l'Església apostòlica armènia construït en diferents etapes entre els segles IX i XIII en el districte de Kalbacar de l'Azerbaidjan. Fins a l'any 2020, de facto en la República d'Artsakh. Construït en una zona muntanyenca a 1.100 metres d'altura, és un dels conjunts més grans de l'Armènia medieval. Inclou més d'una dotzena d'edificis de diferents grandàries construïts en diferents èpoques, frescos i desenes de khatxkar de gran importància històrica i artística.

## Història
Segons la llegenda, el monestir es va fundar amb la construcció d'una basílica sobre la tomba del sant Dadí, al mateix indret on el mataren i soterraren. Dadí era deixeble de l'apòstol Judes Tadeo, i era un enviat per a predicar el cristianisme al Regne d'Armènia i l'Albània caucàsica durant el segle i. Alguns relacionen les restes sota l'altar de l'església el 2007 amb les relíquies de Dadí. En el segle xii, el religiós i filòsof armeni Mejitar Gosh va residir al monestir i hi va compilar el llibre Datastanagirk ('Codi de lleis'), el primer codi jurídic sistematitzat de l'Armènia medieval.
El monestir ha estat abandonat i saquejat moltes voltes al llarg de la història. Durant la invasió de la dinastia seljúcida, Dadivank fou envaït i completament destruït. A començament del segle xiii se n'inicià la restauració i ampliació, amb l'església principal i el campanar. En el segle xix, el monestir restava abandonat. Entre el 1997 i el 2017, l'abat Hovhannisian fou un dels responsables de la restauració de part del monestir. Amb el final de la Guerra de l'Alt Karabakh del 2020, es va pactar la devolució de l'àrea i del monestir al govern de l'Azerbaidjan. La model i empresària estatunidenca d'origen armeni Kim Kardashian denuncià en el seu compte d'Instagram la pèrdua del monestir.

## Conjunt arquitectònic
El monestir conté edificis d'ús religiós i auxiliars. Els principals estan envoltats d'un mur de pedra al nord, i els formen:

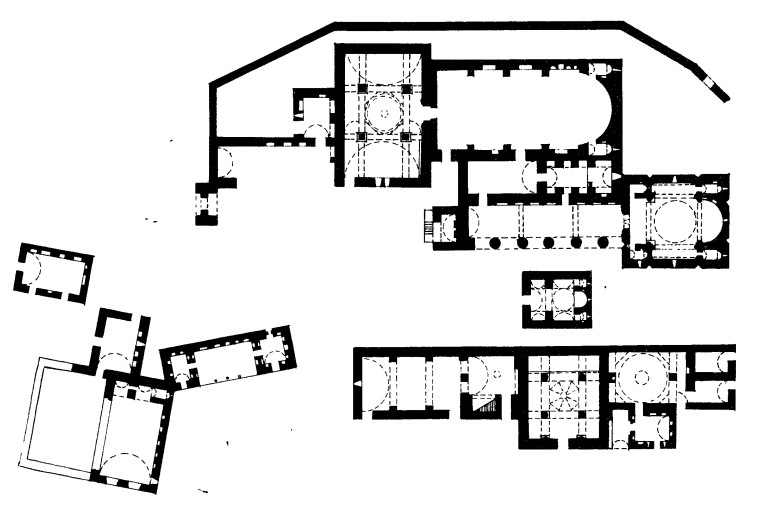
Pla general dels edificis inclosos al monestir. El conjunt es divideix en dues parts: els edificis principals envoltats per un mur de pedra, i els auxiliars, situats fora de la tanca, al sud

### L'antiga església
És al nord-est: una basílica rectangular d'una nau amb dues entrades: a l'oest i sud-est, les plataformes de les entrades estan adornades. La volta de l'església, ara absent, recolzava sobre tres parells de pilastres.

### Petita basílica
És l'església més antiga que resta dempeus i la uneix des del sud una altra basílica, també antiga, però molt més menuda. La sala de pregària està dividida per un mur en dues parts iguals. La part est és una sala rectangular sense fornícules: sembla haver fet de vestíbul. A la meitat occidental, hi ha tres parells de pilastres.

### Església d'Arzu-Jatun
A la part est del pati del monestir, un llarg corredor o vestíbul d'edificis religiosos i seculars condueix des de la porta principal a l'església d'oest a est. L'església, també anomenada en armeni: Կաթողիկե Սուրբ Աստվածածինada Kat'oghike Surp Astvatsatsín ('Catolicós de la Santa Mare de Déu'), és el centre de tot el conjunt. L'única entrada de l'església es troba a la banda oest, enfront de la porta principal. La van construir el 1214 per ordre de la princesa Aterka Arzu Jatun durant el Principat de Khatxén, en memòria del seu difunt espòs, el príncep Vajtang, per a soterrar-lo a ell i dos dels seus fills, representats en baixos relleus, perquè van morir abans de veure l'església construïda.

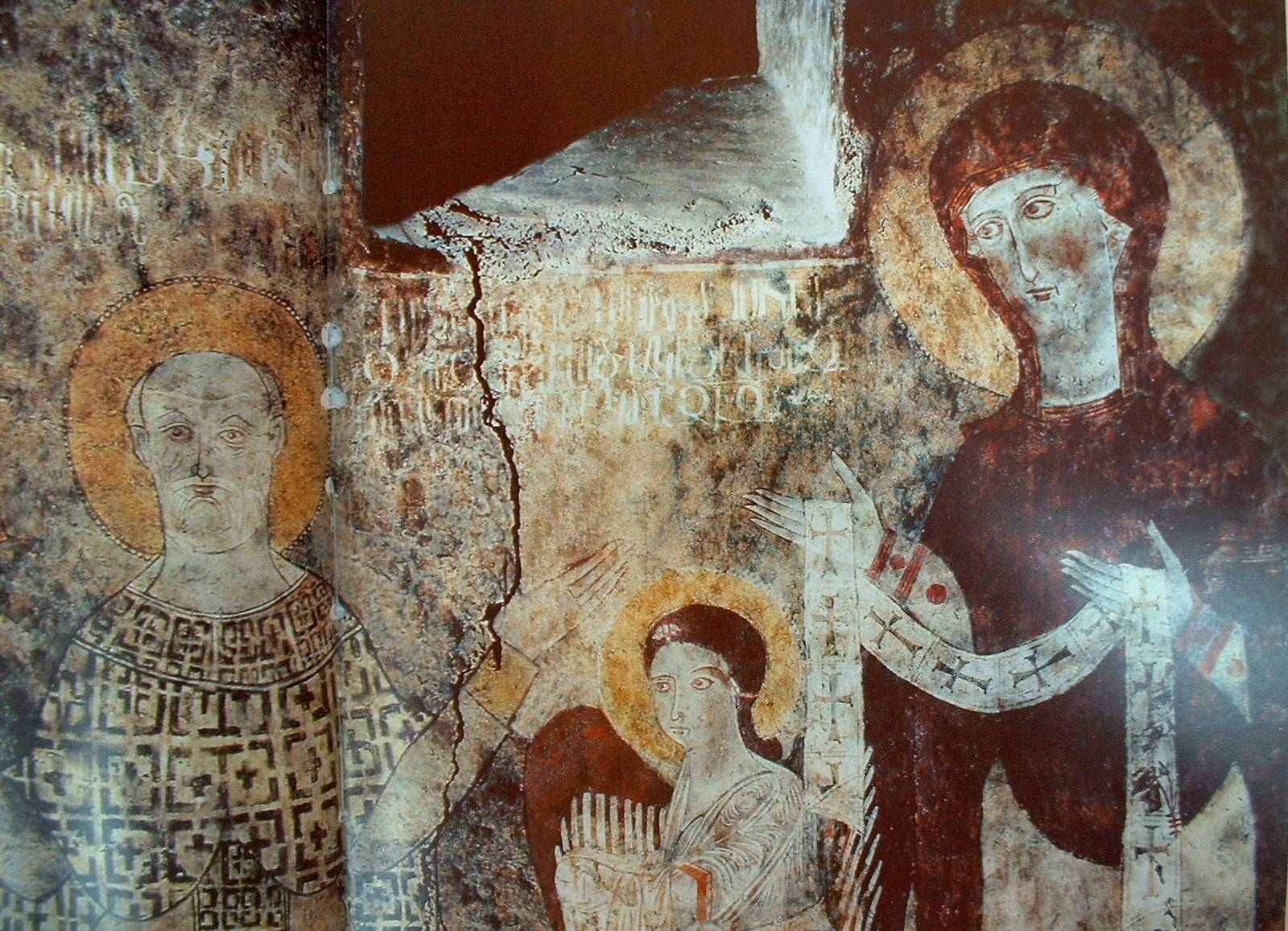
Imatge d'un dels frescos del Monestir de Dadivank

L'església és una sala voltada amb planta en forma de creu a l'interior i planta rectangular a fora. Als quatre xamfrans de l'església hi ha una sagristia de dos pisos. A la sagristia situada en el segon pis, s'accedeix per escales en volada. Les pilastres i els arcs són de pedra blanca i grisa, adornats. Les parets es van cobrir des de dins amb guix amb luxosos frescos, que van sobreviure sols parcialment.

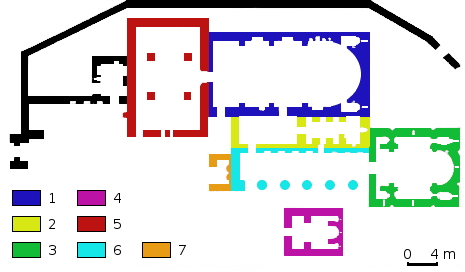
Ubicació dels llocs religiosos del monestir: 1. L'antiga església del monestir. 2. Petita basílica. 3. Església Catedral d'Arzu-Jatun. 4. Església de Hassan el Gran. 5. Nàrtex capella del bisbe Grigor. 6. Vestíbul de l'església Arzu-Jatun. 7. Campanar

### Església de Hassan el Gran
Al sud de la columnata, l'església és una petita estructura central amb volta i en la maçoneria de l'església es va emprar rajola. La cúpula de taulells, la van restaurar després de la primera guerra de l'Alt Karabakh del 1994. Dins les parets es poden trobar petits khatxkar amb inscripcions dedicatòries, un del segle xii en honor al príncep armeni Hassan el Gran, retirat al monestir després d'un regnat de 40 anys.

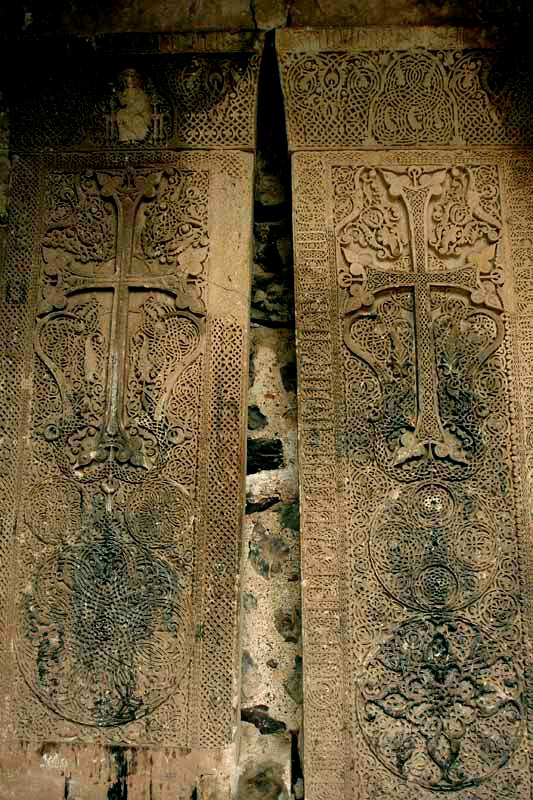
Dos khatxkar situats al campanar del Monestir de Dadivank

### Pòrtic capella del bisbe Grigor
La cúpula de l'edifici té un orifici de llum i recolza sobre quatre columnes al bell mig de la sala. L'edifici té una única entrada al costat esquerre del mur sud. Dins les parets n'hi ha molts khatxkar inserits amb inscripcions dedicatòries.

### Campanar
És a la part oest del monestir, contigu al mur oriental amb el vestíbul de l'església Arzu-Jatun. L'entrada al primer pis és al mur occidental, just enfront de la porta del monestir. El campanar fou construït a mitjan segle xiii pel bisbe Sargis, fill del príncep Vajram de la família Dopyánts.
El campanar té dues plantes. Al primer pis, enfront de l'entrada, hi ha dos elaborats khatxkar de 3 x 1 m de grandària, del segle xiii. El segon pis del campanar és una estança amb quatre columnes, sota la cúpula de les quals hi havia campanes.

### Altres edificis
Fora del conjunt principal, al sud-oest del monestir hi ha altres edificis per a altres usos, com ara tallers, albergs, dipòsit d'aliments, etc. Als pujols circumdants, es conserven les restes de tres capelles.